# Bottoms Up (Trey Songz)
Bottoms Up è un brano musicale del cantante statunitense Trey Songz pubblicato il 27 giugno 2010 come primo singolo dall'album Passion, Pain & Pleasure. Il singolo vede la partecipazione della rapper trinidadiana Nicki Minaj.
La canzone è il brano di Trey Songz più venduto con circa 3,8 milioni di vendite.

## Classifiche
| Classifica (2010) | Posizione massima |
| ----------------- | ----------------- |
| Australia         | 73                |
| Canada            | 34                |
| Germania          | 5                 |
| Stati Uniti       | 6                 |